# Abruptum
Abruptum est un groupe de musique bruitiste originaire de Finspång, à Stockholm en Suède.

## Biographie
Le groupe est formé en 1989 par It et All (tous deux dans Ophthalamia et Vondur) qui enregistrent la même année avec le bassiste Ext (qui ne resta qu'un temps) les deux premières démos et un 7"EP simplement nommé Evil. All dû quitter le groupe en 1991 à cause de problèmes de boisson, et est remplacé par Evil (de Marduk),. Le groupe devient célèbre rapidement, grâce à un mélange musical expérimental extrême. Alors que It quitte la scène en 1996 à cause des événements du cercle et des menaces sur lui et sa famille, Evil continue le projet sur son propre label (rééditant de même les premiers albums), mit un terme à Abruptum en 2005 avant de le reprendre en 2008.
Abruptum était signé au label Deathlike Silence Productions d'Euronymous, sur lequel ils publieront deux albums. Euronymous les décrit comme « essence même du pure black maléfique », et IT considérait Euronymous comme « un véritable allié. »  Après le meurtre d'Euronymous, Abruptum contribue à la chanson d'ouverture de la compilation Nordic Metal: A Tribute To Euronymous. Des polémiques entourent les relations d'Abruptum et Euronymous.

## Style musical
Il est difficile de qualifier la musique d'Abruptum. Bien que les premières démos présentent un black metal lent et malsain, suivant les premiers groupes de l'époque, la musique abandonne sur les albums les notions de structure musicale et de mélodie pour arriver une véritable folie sonore. Créée grâce aux instruments classiques du black metal, des cris et des bruits abominables, la musique pourrait être qualifiée de dark ambient, ou de noise.

## Membres

### Membre actuel
- Evil (Patrik Niclas Morgan Håkansson) – guitare, clavier (1991–2005, depuis 2008)

### Anciens membres
- IT (Tony Särkkä) – guitare, guitare basse, violon, chant (1989–1996)
- All (Jim Berger) – chant (1989–1991)
- Ext – guitare basse (1990)

## Discographie
- 1990 : Hextum Galaem Zelog (démo)
- 1990 : The Satanist Tunes (démo)
- 1991 : Evil (EP)
- 1992 : Orchestra of Dark (démo)
- 1993 : Obscuritatem Advoco Amplectère Me (album)
- 1994 : In Umbra Malitiae Ambulabo, In Aeternum In Triumpho Tenebraum (album)
- 1995 : Evil Genius/Maleficent (compilation)
- 1996 : Vi Sonus Veris Nigrae Malitiaes (album)
- 2000 : De Profundis Mors Vas Consumet (EP)
- 2004 : Casus Luciferi (album)
- 2006 : Maleficent (EP)
- 2011 : Potestates Apocalypsis (album)